# Вонг, Энтони
Э́нтони Вон Чхо́усо́н (традиционное кит. 黃秋生 и упрощённое кит. 黄秋生) — гонконгский актёр, режиссёр и сценарист. Родился 2 сентября 1961 года в Гонконге под именем Энтони Уильям Перри (англ. Anthony William Perry). По единодушному мнению критиков очень талантливый и многогранный актёр. Сыграл почти в полутора сотне кинофильмов. Удостоился 13 кинонаград и 8 номинаций. Рост актёра — 179 см.

## Биография

### Детство и юность
Семья Энтони Перри проживала в Гонконге. Отец был англичанином (моряком), мать — китаянкой. Когда мальчику исполнилось 4 года глава семейства покинул их и тогда Энтони твёрдо решил взять себе фамилию матери. Так Энтони стал Вон Чхоусоном. Не исключено, что вышеупомянутый факт нанёс ребёнку психологическую травму, и в юности Вонг был весьма проблемным подростком. Учиться не хотел, отношения в школе — даже со сверстниками — были чрезвычайно натянутые. В общем, в какой-то момент Вонг сделал радикальный поступок — вообще ушёл из школы и стал самостоятельно заниматься по учебникам.

### Актёрская карьера
Карьеру актёра Вонг начал с курсов на 'Asia Television Limited' ('ATV' — первый гонконгский ТВ-канал). Там ему приходилось исполнять роли антигероев, этаких «плохих парней». За пару лет учёбы он поучаствовал в двух десятках телепостановок. Набравшись опыта, Вонг поступил в гонконгскую Академию Исполнительных Видов Искусства. Учась там, дебютировал в художественном фильме. Здесь биографы расходятся относительно года и названия фильма. По одним данным, это произошло в 1984 году, лента «Вечная битва» (англ. «An Eternal Combat»). По другим — в 1985, фильм «Меня зовут не Сюзи» (англ. «My Name Ain't Suzie"). Тем не менее, славы эти фильмы ему не принесли. Хотя уже в 1986 году Вонг номинировался на гонконгском кинофестивале (англ. Hong Kong Film Awards) в категории «Лучший актёр-новичок». На короткое время ушёл из киноиндустрии в театр.
В начале 1990-х гг. вернулся на поприще киноактёра и практически сразу стал именитым. Уже в 1992 году он получил приглашение от Джона Ву сыграть в картине «Круто сваренные» («Крутые парни») («англ. Hard Boiled»). В 1993 году Вонг удостоился награды гонконгского кинофестиваля в категории «Лучшая мужская роль» за роль в фильме «Нерассказанная история» (англ. «The Untold Story»).

### Режиссёрская карьера
В середине 1990-х Вонг стал пробовать себя в качестве режиссёра, поставив один за другим два фильма: «Новый начальник» (англ. «New Tenant») в 1995 году и «Лучший банановый клуб» (англ. «Top Banana Club») в 1996 году. Эти картины, откровенно говоря, не были встречены публикой на ура и Вонг снова переключился на актёрскую работу. В конце 1990-х он успел «засветиться» практически во всех крупных гонконгских кинолентах, попутно получит несколько кинонаград. Попутно Вонг также записал 4 музыкальных альбома.
Из последних известных кинолент с участием актёра: «Медальон» (англ. «The Medallion») 2003 года и «Мумия: Гробница императора драконов» (англ. «The Mummy: Tomb of the Dragon Emperor») 2008 года, а также «Ип Ман: Последняя схватка» (англ. «Ip Man: The Final Fight») 2013 года.

### Личная жизнь
Женат (свадьбу сыграли в 1995 году), имеет сына.

### Избранная фильмография
| Год  |   | Русское название                      | Оригинальное название                                       | Роль                      |
| ---- | - | ------------------------------------- | ----------------------------------------------------------- | ------------------------- |
| 1992 | ф | Круто сваренные                       | 辣手神探 / Hard Boiled                                      | Джонни Вонг               |
| 1993 | ф | Нерассказанная история                | 八仙飯店之人肉叉燒包 / The Untold Story                     | Вонг Чи-ханг              |
| 1993 | ф | Оправданный законом                   | 溶屍奇案 / Legal Innocence                                  | офицер Лау                |
| 1996 | ф | Большая пуля                          | 衝鋒隊─怒火街頭 / Big Bullet                                | Берд                      |
| 1996 | ф | Чёрная Маска                          | 黑俠 / Black Mask                                           | Кау                       |
| 1996 | ф | Вива, эротика                         | 色情男女 / Viva Erotica                                     | Цзин Вон                  |
| 1999 | ф | Миссия                                | 鎗火 / The Mission                                          | Кёртис                    |
| 2003 | ф | Близнецы                              | 千機變 / The Twins Effect                                   | Прада                     |
| 2003 | ф | Медальон                              | The Medallion                                               | Лестер Вон                |
| 2003 | ф | Двойная рокировка 2                   | 無間道II / Infernal Affairs II                              | Вон Чисин                 |
| 2003 | ф | Двойная рокировка 3                   | 無間道III / Infernal Affairs III                            | Вон Чисин                 |
| 2005 | ф | Дом ярости                            | 精武家庭 / House of Fury                                    | Терри Юэ Сиу-Бо           |
| 2005 | ф | Экстремальные гонки                   | 頭文字 / Initial D                                          | Бунта Фудзивара           |
| 2006 | ф | Разрисованная вуаль                   | The Painted Veil                                            | полковник Ю               |
| 2008 | ф | Мумия: Гробница императора драконов   | The Mummy: Tomb of the Dragon Emperor                       | генерал Ян                |
| 2010 | ф | Кулак легенды: Возвращение Чэнь Чжэня | 精武风云.陈真 / Legend of the Fist: The Return of Chen Zhen | Лу Ютань                  |
| 2011 | ф | Простая жизнь                         | 桃姐 / A Simple Life                                        | владелец дома престарелых |
| 2011 | ф | Хунмэньское празднество               | 鴻門宴 / White Vengeance                                    | Фань Цзэн                 |
| 2013 | ф | Ип Ман: Последняя схватка             | 葉問：終極一戰 / Ip Man: The Final Fight                    | Ип Ман                    |